# جوآن پلورایت
جوآن پلورایت (انگلیسی: Joan Plowright؛ زادهٔ ۲۸ اکتبر ۱۹۲۹ – درگذشتهٔ ۱۶ ژانویهٔ ۲۰۲۵) هنرپیشه اهل بریتانیا بود. وی بین سال‌های ۱۹۴۸ تا ۲۰۱۴ میلادی فعالیت می‌کرد.
از فیلم‌هایی که وی در آن نقش داشته‌است، می‌توان به ۱۰۱ سگ خالدار، ماجراهای اسپایدرویک، نجات پیکاسو، پایین آوردن خانه، تو را تا مرگ دوست دارم، باغ نیمه‌شب تام و داغ ننگ اشاره کرد.